# Paratinia
Paratinia is een muggengeslacht uit de familie van de paddenstoelmuggen (Mycetophilidae).

## Soorten
- P. recurva Johannsen, 1910
- P. sciarina Mik, 1874